# The Destruction of the European Jews
The Destruction of the European Jews — книга американского историка Рауля Хильберга, впервые опубликованная в 1961 году. В 1985 году Хильберг доработал книгу, и она вышла в новом трёхтомном издании. Считается первым всеобъемлющим историческим исследованием Холокоста. По словам историка Холокоста Майкла Р. Марруса, до выхода книги информация о геноциде евреев «не доходила до широкой общественности» как на Западе, так и на Востоке, и даже в соответствующих научных исследованиях об этом «едва ли упоминалось или упоминалось лишь вскользь, как об ещё одном злодеянии в особенно жестокой войне».
Книга Хильберга, основанная на анализе немецких документов, привела к появлению огромного массива публикаций о Холокосте, как научных, так и популярных. Две работы, которые появились на десятилетие раньше работы Хильберга, но остались малоизвестными в свое время, — «Bréviaire de la haine» Леона Полякова, опубликованная в 1951 году, и «The Final Solution» Джеральда Рейтлингера, опубликованная в 1953 году.
Обсуждая написание книги в своей автобиографии, Хильберг писал: «Никакая литература не могла бы послужить мне примером. Уничтожение евреев было беспрецедентным событием, первобытным актом, который не был воображаем до того, как он произошёл. У немцев не было образца для их деяния, и у меня не было образца для повествования».

## История написания и публикации
Хильберг начал изучать Холокост во время службы в Мюнхене в 1948 году в рамках Проекта военной документации армии США. Он предложил идею этой работы, при подготовке диссертации и получил в этом поддержку своего научного руководителя, профессора Колумбийского университета Франца Неймана.
Хотя диссертация получила премию, издательства Колумбийского университета, Принстонского университета, Оклахомского университета, а также Яд Вашем отказались её публиковать. В конечном итоге книгу опубликовало небольшое издательство Quadrangle Books. Это первое издание было напечатано необычно мелким шрифтом. Большая часть увеличения количества страниц в более поздних версиях обусловлена публикацией их обычным размером шрифта. На этом издательские проблемы Хильберга не закончились. Перевод книги на немецкий вышел только в 1982 году в небольшом берлинском издательстве Olle & Wolter (переводчик — Ульф Вольтер).

### Оппозиция со стороны Ханны Арендт
В своей автобиографии Хильберг рассказывает, что узнал о том, что Ханна Арендт советовала издательству Принстонского университета не публиковать книгу. Возможно, это было связано с первой главой, которую она позже описала как «ужасную» и выдающую слабое понимание немецкой истории. Однако свой рассказ об «окончательном решении» в книге «Эйхман в Иерусалиме» она основывала на книге Хильберга. Хильберг резко раскритиковал тезис Арендт о «банальности зла», который появился вскоре после выхода книги Хильберга и был опубликован в её статьях для The New Yorker, посвященных судебному процессу над Адольфом Эйхманом. В письме немецкому философу Карлу Ясперсу Арендт писала:

Хильберг дурак и псих. Сейчас он что-то бормочет о «стремлении к смерти» среди евреев. Его книга по-настоящему отличная, но только постольку, поскольку это просто отчет. Более общая часть, — введение, — никуда не годится.
Оригинальный текст (англ.)Hilberg is pretty stupid and crazy. He babbles now about a "death wish" of the Jews. His book is really excellent, but only because it is a simple report. A more general, introductory chapter is beneath a singed pig.
Хильберг также утверждает, что историк Холокоста Нора Левин в своей работе 1968 года «The Holocaust: The Destruction of European Jewry» во многом заимствовала материалы из его книги, не ссылаясь на неё, а также что историк Люси Давидович не только проигнорировала выводы книги в своей работе 1975 года The War Against the Jews, но и не включила его в список ведущих исследователей Холокоста в своей историографической работе 1981 года «The Holocaust and the Historians». По мнению Хильберга, «она хотела превосходства».

### Оппозиция Яд Вашем
Работа Хильберга была встречена враждебно в «Яд ва-Шем», особенно из-за его трактовки еврейского сопротивления в заключительной главе книги. Хильберг утверждал, что «реакция евреев отличалась почти полным отсутствием сопротивления… Документальные свидетельства еврейского сопротивления, открытого или скрытого, весьма незначительны». Хильберг приписывал отсутствие сопротивления опыту евреев как меньшинства: «В изгнании евреи… поняли, что они могут предотвратить опасность и пережить репрессии лишь умиротворяя и успокаивая своих врагов… Таким образом, на протяжении столетий евреи усвоили, что для того, чтобы выжить, им нужно воздерживаться от сопротивления». Ученые Яд Вашем, не считали, что характеристики еврейской истории, данные Хильбергом, были правильными, но они также считали, что, используя еврейскую историю для объяснения реакции еврейской общины на Холокост, Хильберг предполагал, что некоторая ответственность за масштабы разрушений ложится на самих евреев, что они считали неприемлемым. Судебный процесс над Адольфом Эйхманом в 1961 году и последующая публикация Ханной Арендт и Бруно Беттельгеймом работ, в которых действия евреев во время Холокоста критиковались более резко, чем в работах Хильберга, разожгли споры. В 1967 году израильский историк Натан Экк опубликовал в журнале Yad Vashem Studies резкую критическую рецензию на работы Хильберга, Арендт и Беттельхейма под названием «Historical Research or Slander».
В конце концов Хильберг достиг примирения с «Яд ва-Шем» и принял участие в международных конференциях в 1977 и 2004 годах. В 2012 году в Яд Вашем прошел симпозиум, посвященный переводу книги на иврит.

## Преувеличение героизма еврейских жертв
Основной причиной, по которой известные евреи и организации были враждебно настроены по отношению к работе Хильберга, было то, что книга в основном опиралось на немецкие документы, в то время как еврейские свидетельства и источники были представлены гораздо меньше. По мнению оппонентов Хильберга, это принижает страдания евреев при нацизме. Со своей стороны, Хильберг утверждает, что эти источники просто не могли играть центральную роль в систематической социально-научной реконструкции процесса уничтожения.
Другим важным фактором враждебности со стороны многих членов еврейской общины (включая некоторых переживших Холокост) было то, что Хильберг отказывался рассматривать «пассивность» подавляющего большинства еврейских жертв как форму героизма или сопротивления (в отличие от тех евреев, которые активно сопротивлялись, ведя вооруженную борьбу против нацистов). Столь же спорным является, с точки зрения оппонентов, и его анализ этой пассивности в контексте еврейской истории. Евреи, утверждал Хильберг, были убеждены, что «преследователь не уничтожит то, что он мог бы экономически использовать». Хильберг подсчитал, что экономическая ценность рабского труда евреев для нацистов в несколько раз превышала всю стоимость конфискованных еврейских активов, и использовал это как доказательство того, что уничтожение евреев продолжалось независимо от экономических соображений. Кроме того, Хильберг оценил общее число немцев, убитых евреями во время Второй мировой войны, менее чем в 300 человек, что не способствует созданию образа героической борьбы.
Поэтому Хильберг не соглашался с тем, что он называл «кампанией возвеличивания» и с историками Холокоста, такими как Мартин Гилберт, которые утверждали, что «даже пассивность была формой сопротивления и что смерть с достоинством была формой сопротивления».

## Уничтожение евреев как исторически объяснимое событие
Возникает более фундаментальный вопрос: можно ли (или в какой степени нужно) объяснить Холокост с помощью социально-научного, исторического анализа? Выступая против того, что он называет «квазимистической ассоциацией», историк Николас Кинлох (Nicolas Kinloch) пишет, что «с публикацией монументальной книги Рауля Хильберга» эта тема стала считаться «событием, требующим более, а не менее строгого исторического анализа». Ссылаясь на утверждение историка Холокоста Йегуды Бауэра о том, что «если Холокост был вызван людьми, то он так же понятен, как и любое другое человеческое событие», Кинлох в конце концов приходит к выводу, что это «само по себе поможет сделать любое повторение нацистского геноцида менее вероятным».
Однако, по мнению Арно Люстигера (Arno Lustiger), одна из опасностей, которую таит в себе эта попытка «демистификации», может привести к другой мистификации, предлагающей «клише о поведении обреченных евреев, [которые изображают] их предполагаемую трусость, покорность, подчинение, сотрудничество и отсутствие пассивного или вооруженного сопротивления». Он считает, что: «пришло время опубликовать исследованные свидетельства жертв и выживших, а не только сведения, основанные исключительно на немецких документах».
Другой аргумент оспаривал точку зрения о том, что, поскольку в конце войны нацисты уничтожили огромные массивы документов, касающихся Холокоста, по-настоящему всеобъемлющая и поддающаяся проверке историческая реконструкция невозможна. Однако, утверждает Хильберг, это свидетельствует о незнании структуры и масштабов нацистской бюрократии. Хотя верно, что многие конфиденциальные документы были уничтожены, бюрократия, тем не менее, была настолько огромной и разрозненной, что большинство важных материалов можно восстановить либо по копиям, либо из огромного массива более второстепенных документов.
На основе этих документов в книге описывается обращение нацистского государства с евреями, которое проходит через череду совершенно разных стадий, каждая из которых более экстремальна и бесчеловечна, чем предыдущая, и в конечном итоге приводит к финальной стадии: физическому уничтожению европейских евреев.

## Этапы преследования евреев

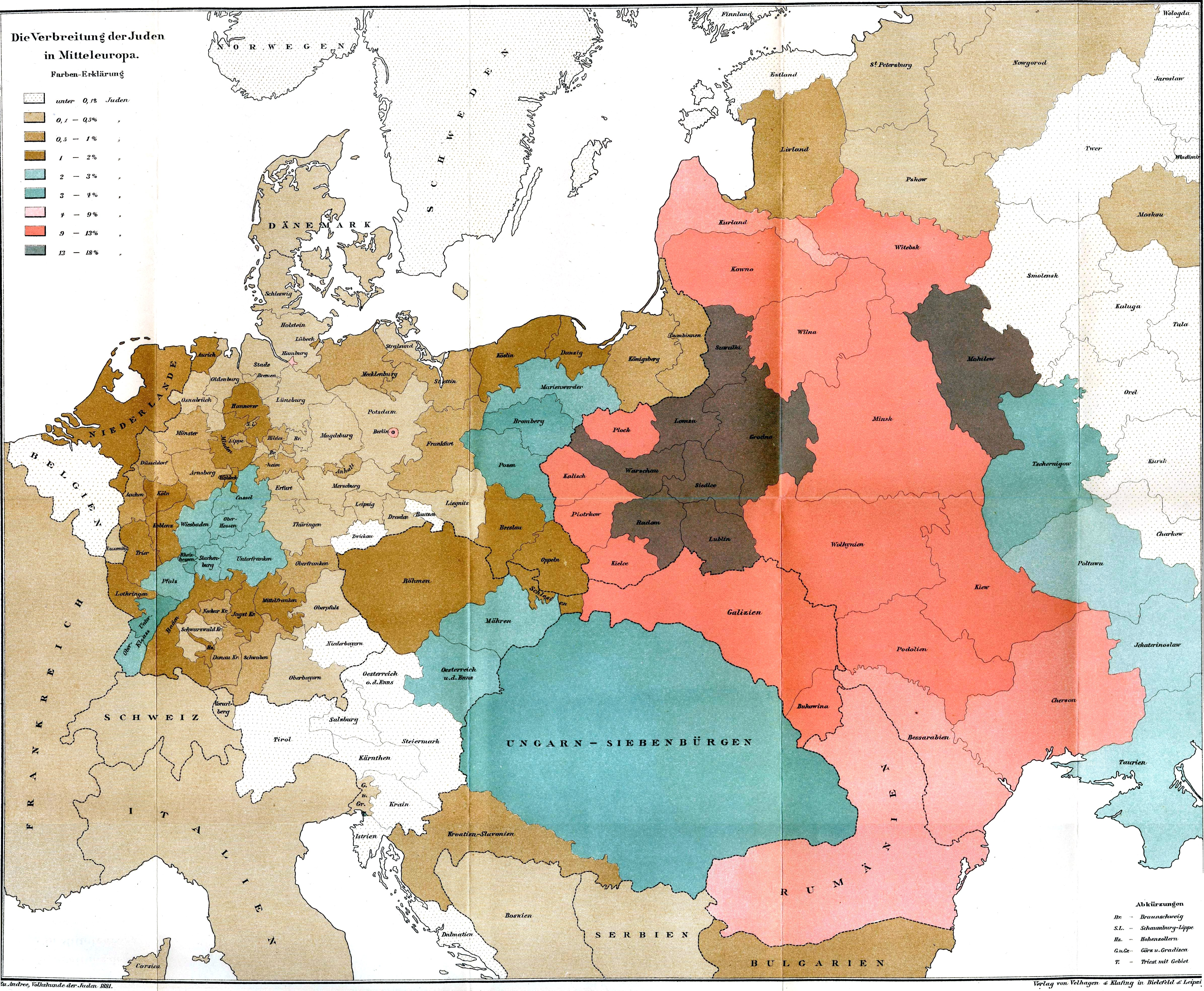
Распределение еврейского населения в Европе, ок. 1881; процент евреев (на немецком языке)

В своей книге Хильберг сформулировал то, что сегодня стало общепринятым в историографии Холокоста: все более интенсивные исторические этапы, ведущие к геноциду. Хильберг утверждал, что преследование евреев нацистской Германией началось сравнительно мягко, с политико-правовой дискриминации и присвоения еврейского имущества (1933-39). Затем последовала изоляция евреев и их заключение в гетто (1939-41). Заключительным этапом, заключил Хильберг, было уничтожение европейских евреев (1941—1945).
На ранних этапах нацистская политика, направленная против евреев (как напрямую, так и посредством ариизации), рассматривала их как недочеловеков, но имеющих право жить в условиях, которые предоставляет этот статус. На более поздних этапах была сформулирована политика, определяющая евреев как антигуманных существ, а их истребление рассматривалось как насущная необходимость. Растущий нацистский импульс разрушения начался с убийств евреев в Германии, а также в аннексированных и оккупированных Германией странах, а затем перерос в поиск евреев с целью их уничтожения или использования в качестве принудительной рабочей силы в странах, являвшихся союзниками нацистской Германии, а также в нейтральных странах.
Более сложная и организованная, менее тайная часть нацистской машины уничтожения имела тенденцию немедленно убивать евреев, не пригодных для физического труда; позднее в процессе уничтожения все больше и больше евреев, изначально считавшихся продуктивными, также подвергались убийствам. В конце концов, нацистское принуждение к уничтожению евреев стало тотальным и абсолютным, и любые потенциально доступные евреи активно выискивались исключительно с целью уничтожения.
Плавная трансформация, несмотря на неразрывное различие между этими стадиями, могла быть реализована только посредством этого сложного процесса постоянно растущей дегуманизации и воплощена в жизнь именно им. Насколько бы демонизированными ни были евреи, кажется крайне маловероятным, что процесс уничтожения на более поздней стадии мог иметь место во время предшествующей ей стадии.

## Преднамеренное уничтожение
Многие историки указывают на тайные массовые убийства евреев (в основном на Востоке) и, как утверждает известный функционалист Мартин Бросзат, потому что «не существовало общей всеобъемлющей директивы об уничтожении».
В отличие от многих более поздних исследователей, в книге Хильберга не подчеркивается роль Гитлера. Хильберг согласен, что Гитлер был решающим фактором геноцида, но нельзя недооценивать роль, которую сыграли государственные органы и нацистская партия. Безусловно, Гитлер намеревался уничтожить евреев, и это намерение он формулировал в конкретных терминах, однако зачастую это намерение со стороны Гитлера скорее интерпретировалось, чем диктовалось теми, кто стоял у руля бюрократической машины уничтожения, которая руководила и осуществляла геноцид евреев.

## Число погибших евреев
В рамках числа погибших, которое часто оценивается по самым разным оценкам — от пяти до семи миллионов, подробный анализ Хильберга показывает, что общее число погибших евреев оценивается в 5,1 миллиона человек. Только по числу погибших в Белжеце Хильберг приводит точные цифры; все остальные округлены. Если учесть эти коэффициенты округления, то получится диапазон от 4,9 до 5,4 миллиона смертей.
Расхождения в общих цифрах среди исследователей Холокоста часто затмеваются расхождениями между советскими и западными учеными. Ярким примером может служить значительное сокращение Государственным музеем Освенцима предполагаемого числа погибших в Освенциме. 12 мая 1945 года, через несколько месяцев после освобождения Освенцима, советская государственная комиссия сообщила, что там было убито не менее четырёх миллионов человек. Хотя лишь немногие ученые к западу от железного занавеса приняли этот отчет, эта цифра была указана на мемориальной доске в Государственном музее Освенцима до падения коммунизма в 1991 году, когда её удалось скорректировать до 1,1 миллиона. Цифру в четыре миллиона следует рассматривать как советскую пропаганду, однако после правильного распределения общее число погибших все равно соответствует общепринятым цифрам.

## Признание значимости
Рецензируя книгу сразу после её публикации, стипендиат Гуггенхайма Андреас Дорпален (Andreas Dorpalen) написал, что Хильберг «раскрыл свою тему с такой тщательностью, что его книга надолго останется основным источником информации по этому трагическому вопросу». Сегодня книга Хильберга достигла весьма выдающегося уровня престижа среди историков Холокоста. Рецензируя значительно расширенное второе издание объёмом 1440 страниц, историк Холокоста Кристофер Браунинг отметил, что Хильберг «решил классическую, нелегкую задачу».
Споры вокруг книги Хильберга, возможно, стали главной причиной того, что её польский перевод был выпущен только после распада Советского Союза, спустя 50 лет после первоначальной публикации. В год смерти Хильберга он отказался от предложения опубликовать сокращенную версию в переводе, настаивая на том, что в Польше, где происходила значительная часть Холокоста, необходимо издание только полного текста. Сообщается, что последним документом, подписанным Хильбергом перед смертью, было разрешение на использование в польском названии книги слова «annihilation», а не «destruction».

## Предполагаемые ошибки
По словам Генри Фридлендера, в изданиях 1961 и 1985 годов было ошибочно упущено из виду то, что Фридлендер назвал «самой сложной [нацистской] уловкой», связанной с инвалидами. Это касалось отбора еврейских пациентов в различных больницах, а затем их транспортировку в другие места и уничтожение летом и осенью 1940 года.
По мнению литовско-американского ученого Саулюса Сужеделиса (Saulius Sužiedėlis), Хильберг неверно истолковал документ, касающийся Альгирдаса Климайтиса, «мелкого журналиста и убийцы, которого сторонились даже пронацистские литовские элементы и который был неизвестен большинству литовцев». В результате Климайтис непреднамеренно превратился в главу «антисоветских партизан».

## Комментарии
Американский психолог Харальд Вельцер комментирует следующий пассаж из книги:
Немцы убили более пяти миллионов евреев. Эта вспышка насилия не была громом среди ясного неба. Это произошло, потому что убийцы находили в этом смысл.
Вельцер уточняет, что под «смыслом» Хильберг понимает убежденность большинством немецкого общества того времени в том, что существует некий «еврейский вопрос», который требует незамедлительного решения. Вельцер считает, что подобная убежденность не могла бы найти сторонников, если бы существовала просто как чистая идеология. Она должна была стать частью общественной жизни, в которой социальная, правовая и материальная дискриминация превратилась в ежедневную форму обращения с определённой группой людей.